# Marian Neuteich
Marian Neuteich (ur. 29 maja 1890 w Łodzi, zm. 1943 w niemieckim obozie pracy w Trawnikach) – polski kompozytor, dyrygent i wiolonczelista żydowskiego pochodzenia.

## Życiorys
W latach 1921–1930 studiował w Państwowym Konserwatorium Muzycznym w Warszawie grę na wiolonczeli pod kierunkiem Elego Kochańskiego, kompozycję u Kazimierza Sikorskiego i dyrygenturę u Grzegorza Fitelberga i Adama Dołżyckiego.
Początkowo dawał koncerty solistyczne, a od 1929 występował jako kameralista w Warszawskim Kwartecie Smyczkowym wraz z jego założycielem Józefem Kamińskim oraz Zygmuntem Lednickim (właśc. Ledermanem) i Janem Gronowskim. Zespół ten uzyskał I nagrodę na konkursie polskich kwartetów smyczkowych o nagrodę przechodnią im. marszałka Józefa Piłsudskiego w 1934.
Przez wiele lat pracował w Radiu Warszawa I. Był prezesem orkiestry symfonicznej Związku Towarzystwa Muzycznego w Warszawie.
Podczas II wojny światowej został przesiedlony do warszawskiego getta, gdzie w 1940 zorganizował Żydowską Orkiestrę Symfoniczną i w ciągu dwóch sezonów jej istnienia był jej kierownikiem artystycznym i pierwszym dyrygentem.
Komponował muzykę symfoniczną, kameralną, fortepianową i pieśni. Był też autorem muzyki filmowej.
Zamordowany przez hitlerowców w obozie pracy w Trawnikach.

## Muzyka filmowa
- 1932: Dzikie pola
- 1932: Rycerze mroku
- 1934: Młody las
- 1935: Dzień wielkiej przygody
- 1936: Róża
- 1937: Dziewczęta z Nowolipek
- 1938: Dziewczyna szuka miłości
- 1938: Granica
- 1938: Ludzie Wisły